# Park Sang-won
Park Sang-won (박상원?; Daejeon, 14 settembre 2000) è uno schermidore sudcoreano, specializzato nella sciabola.

## Carriera
Nel 2024 ha vinto la medaglia d'oro nella sciabola a squadre alle Olimpiadi di Parigi, assieme ai connazionali Gu Bon-gil, Oh Sang-uk e Do Gyeong-dong, sconfiggendo in finale l'Ungheria per 45-41.

## Palmarès
- Giochi olimpici

Parigi 2024: oro nella sciabola a squadre.
- Campionati asiatici

Bali 2025: argento nella sciabola a squadre.
Kuwait City 2024: oro nella sciabola a squadre.
- Giochi mondiali universitari

Chengdu 2023: oro nella sciabola individuale; argento nella sciabola a squadre.
Reno-Ruhr 2025: oro nella sciabola individuale e nella sciabola a squadre.